# ماکاک دم‌شیری
ماکاک دم شیری (نام علمی: Macaca silenus) نام یک گونه از سرده ماکاک است.